# تولید قابل کنترل (برنامه‌ریزی)

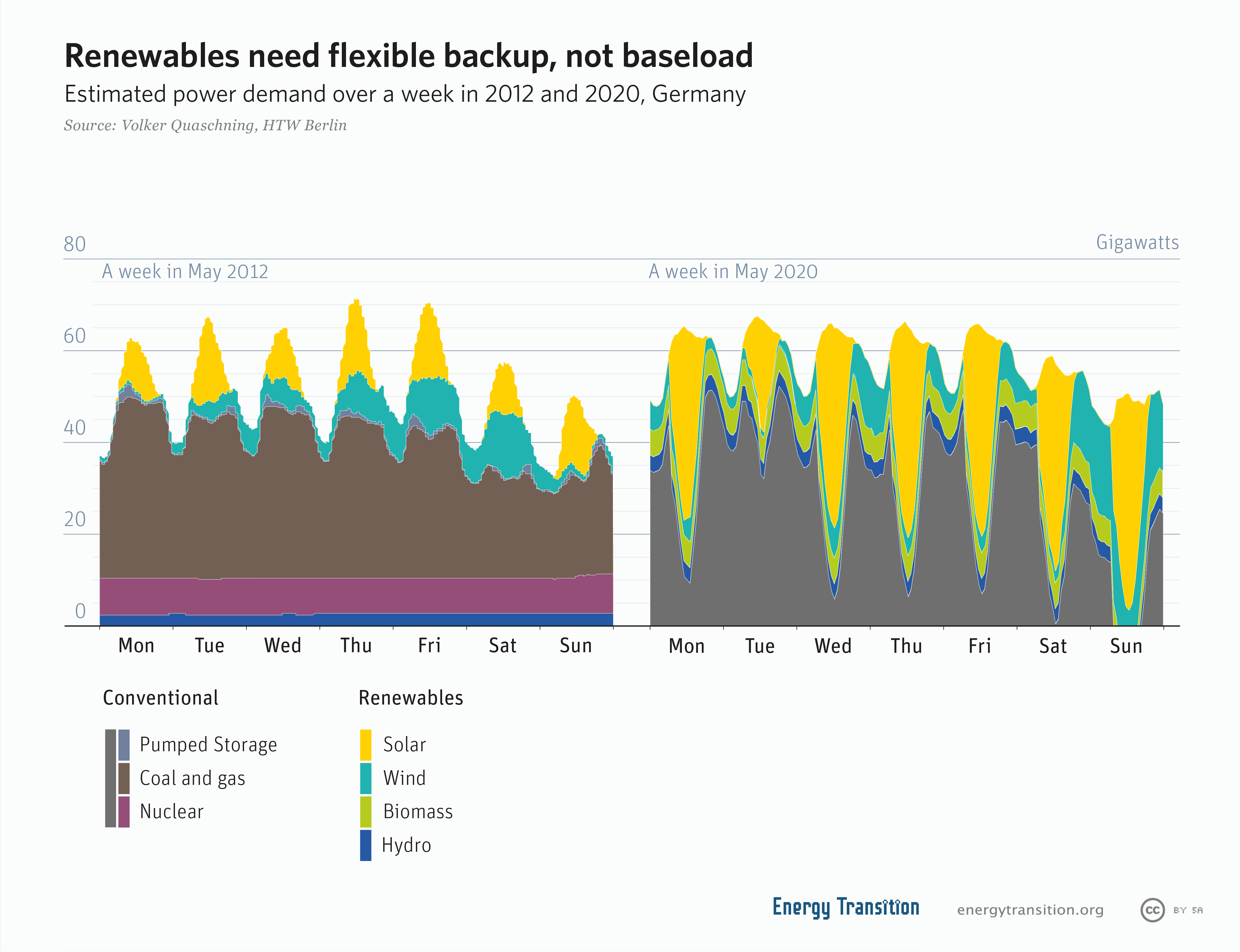
شبکه‌های برق با منابع بالای انرژی‌های تجدیدپذیر به جای تولید بار پایه، به قابلیت برنامه‌ریزی و کنترل نیاز دارند.

تولید قابل کنترل، تولید کنترل‌پذیر یا برنامه‌ریزی به منابع تأمین انرژی الکتریکی اطلاق می‌شود که بنا به درخواست اپراتورهای شبکه برق و با توجه به نیاز بازار برق می‌توانند در صورت وجود تقاضا برنامه‌ریزی شوند. ژنراتورهای قابل کنترل ممکن است توان خروجی خود را بر اساس سفارش دریافت شده تنظیم کنند. منابع انرژی تجدیدپذیر غیرقابل برنامه‌ریزی، مانند نیروی باد و انرژی فتوولتائیک خورشیدی (PV) توسط اپراتورهای شبکه برق قابل کنترل نیستند. انواع دیگر انرژی‌های تجدیدپذیر که بدون ذخیره انرژی جداگانه، قابل کنترل و برنامه‌ریزی هستند عبارتند از: تبدیل انرژی گرمایی اقیانوس، برق-آبی، زیست توده و زمین گرمایی.

## زمان راه‌اندازی
نیروگاه‌های قابل کنترل، زمان‌های راه اندازی متفاوتی دارند.
سریع‌ترین نیروگاه‌ها برای توزیع انرژی، باتری‌های شبکه ای هستند که می‌توانند انرژی خود را در چند میلی ثانیه گسیل کنند. اغلب نیروگاه‌های برق آبی ظرف ده‌ها ثانیه تا چند دقیقه و نیروگاه‌های گاز طبیعی ظرف چندده دقیقه، می‌توانند توان مورد نیاز را گسیل کنند.
به عنوان مثال، نیروگاه ۱۷۲۸ مگاواتی دینورویگ می‌تواند ظرف ۱۶ ثانیه به توان حداکثری خود برسد.
نیروگاه‌های حرارتی توربین گازی (چرخه برایتون) حدود ۱۵ تا ۳۰ دقیقه برای راه اندازی کامل نیاز دارند. نیروگاه‌های حرارتی زغال‌سنگی و هسته‌ای مبتنی بر توربین (چرخه رانکین)، منابع تولید برق قابل کنترلی هستند که راه‌اندازی آن‌ها به ساعت‌ها زمان نیاز دارد.

## مزیت‌ها
مزایای اولیه نیروگاه‌های قابل کنترل و برنامه‌ریزی عبارتند از:
- تأمین ذخیره چرخشی عملیاتی (کنترل فرکانس)
- متعادل کردن سیستم قدرت الکتریکی (نیروگاه‌های تابع بار)
- بهینه‌سازی تولید اقتصادی (حکم شایستگی)
- کمک به رفع و پاکسازی ازدحام شبکه (توزیع مجدد)

این قابلیت‌های مولدهای قابل کنترل اجازه تحقق موارد زیر را می‌دهد:
- تطبیق با بار مصرفی - تغییرات آهسته در تقاضای توان مثلاً بین شب و روز، که نیاز به تغییر در عرضه را نیز دارد، زیرا سیستم باید همواره متعادل باشد.
- تطابق با مصرف بار پیک - دوره‌های زمانی کوتاهی که در طی آن تقاضا مصرف از توان خروجی نیروگاه‌ها بیشتر می‌شود، تولید انرژی بایستی بتواند این مصارف پیک را از طریق به‌کارگیری سریع منابع قابل کنترل، برآورده کند.
- زمان‌های انتظار - دوره‌هایی که در طی آن از یک منبع جایگزین برای تکمیل زمان انتظار مورد نیاز نیروگاه‌های بزرگ زغال‌سنگ یا گاز طبیعی برای رسیدن به خروجی کامل نیاز است، منابع انرژی جایگزین را می‌توان در عرض چند ثانیه یا چند دقیقه برای انطباق با شوک‌های سریع در تقاضا یا عرضه که برآورده نمی‌شود، مستقر کرد.
- تنظیم فرکانس یا منابع انرژی مقطعی - تغییرات در برق تولیدی ممکن است کیفیت و پایداری سیستم انتقال برق را به دلیل تغییر در فرکانس تغییر دهد. منابع تجدیدپذیر مانند باد و خورشید، مقطعی و غیر دائمی هستند و برای هموار کردن تغییرات تولید انرژی، به منابع انرژی انعطاف‌پذیر و قابل برنامه‌ریزی نیاز دارند.
- پشتیبانی از ژنراتورهای بار پایه - برای مثال نیروگاه‌های هسته ای مجهز به سیستم‌های ایمنی راکتور هسته ای هستند که می‌توانند تولید برق را در کمتر از یک ثانیه در مواقع اضطراری متوقف کنند.

## طبقه‌بندی جایگزین
یک مطالعه در سال ۲۰۱۸ طبقه‌بندی جدیدی از منابع تولید انرژی را پیشنهاد کرد که باعث سرعت بیشتر نفوذ منابع انرژی تجدیدپذیر متغیر می‌شود که در نتیجه منجر به قیمت بالای انرژی در زمان کاهش دسترسی به منابع انرژی می‌شود:
- «صرفه‌جویی در سوخت» در انرژی‌های تجدیدپذیر متغیر که هزینه‌های متغیر نزدیک به صفر و هزینه سوخت صفر، با استفاده از نیروی باد، خورشید و انرژی آبی دارند.
- "انفجاری سریع" منابع انرژی هستند که می‌توانند خیلی سریع در طول دوره‌های تقاضای بالا و قیمت‌های بالای انرژی در شبکه گسیل شوند، اما برای عملیات مداوم طولانی مدت، عملکرد ضعیفی دارند. این‌ها شامل سامانه‌های ذخیره انرژی (باتری) هستند.
- منابع "کم کربن مستحکم" که تأمین انرژی پایدار را در تمام فصول و در طول چندین هفته یا ماه فراهم می‌کند و شامل انرژی هسته ای، نیروگاه‌های برق-آبی با مخازن آبی بزرگ، سوخت‌های فسیلی دارای جذب کربن، زمین گرمایی و سوخت‌های زیستی است.